# Castelul Purgly din Șofronea

Castelul Purgly este un monument istoric aflat în localitatea Șofronea, Arad.

## Istoric
Pe baza unor documente se crede că data construcției castelului ar fi în jurul anului 1789. Totuși, o primă mențiune documentară există abia peste un secol, în 1889, când clădirea apare într-un document ce menționează un schimb de moșii. Baronul Janos Purgly este cel care a transformat vechiul castel dându-i înfățișarea actuală. El a fost un gospodar bun și satul a prosperat pe vremea lui. La moartea sa, fiul său, László Purgly, a moștenit întreg domeniul. Fiica sa, Magdolna Purgly, s-a căsătorit cu Miklos Horthy la Arad în 1901. 
În 1949 László Purgly a fost deportat la Târgu Jiu, revenind în Arad în anul 1951. Totusi, el nu se va întoarce la Sofronea, murind la subsolul casei parohiale a Bisericii Roșii din Arad, din cauza inaniției. Castelul a devenit sediu GAS și apoi CAP, ruinându-se de-a lungul anilor. După 1989 clădirea a fost achiziționată de Daniel Negrea, președintele fundației Humanitas-Gura Popii, care o renovează și deschide un ștrand termal.

## Arhitectura
Castelul, anexele și parcul ocupă o suprafață de 3,36 hectare. Corpul central, construit în stil eclectic, este inspirat din modelul Castelului Huniazilor. 

## Legături externe
1. http://surprising-romania.blogspot.com/2011/02/sofronea-castle.html